# Matt Wachter
Matthew Walter Wachter, (ur. 5 stycznia 1976 r. w Pottsville) – amerykański muzyk. Były członek formacji 30 Seconds to Mars. W latach 2007–2014 występował w zespole Angels & Airwaves.